# Sofia Nalepinska-Boïtchouk

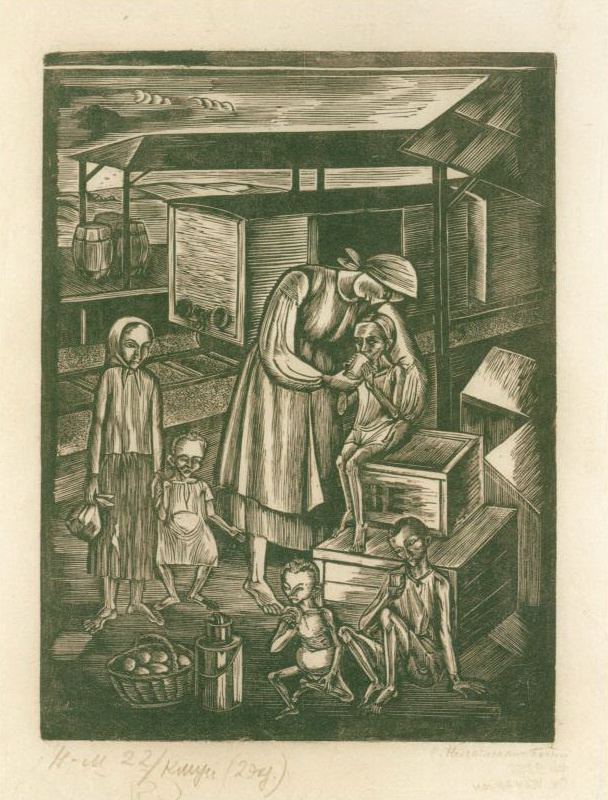
Fome, uma cena do Holodomor.

Sofia Oleksandrivna Nalepinska-Boïtchouk (em ucraniano: Софія Олександрівна Налепинська-Бойчук), nascida em 30 de julho de 1884, em Łódź, executada em 11 de dezembro de 1937, em Kiev, é uma artista ucraniana nascida na Polónia, particularmente conhecida pelas suas xilogravuras .

## Obras
Grande parte do trabalho de Sofia Nalepinska-Boitchouk é na forma de xilogravuras para ilustrações de livros, inclusive para ilustrar obras de Taras Shevchenko, Dmitri Mamine-Sibiriak e Stepan Vassyltchenko. Durante a Guerra da Independência da Ucrânia, ela criou modelos de papel-moeda e títulos do governo. Esses modelos foram exibidos em 1932, mas nunca foram usados.

## Reabilitação, reconhecimento
Em 1988, foi reabilitada. Em 1996, o seu nome estava entre os quarenta inscritos no Monumento dos Artistas Reprimidos da Academia Nacional  .